# Nowa Wieś (Józefów)
Nowa Wieś – dawniej samodzielna wieś, obecnie część miasta Józefów, w województwie mazowieckim, w powiecie otwockim. Leży w północno-zachodniej części miasta, blisko Wisły, przy samej granicy z warszawskim Wawrem (osiedle Błota). Ciągnie się wzdłuż ul. Nowowiejskiej (główna droga dawnej wsi), między nią a aleją Nadwiślańską.
W latach 1867–1939 wieś w gminie Zagóźdź. W 1921 roku Nowa Wieś liczyła 120 stałych mieszkańców. 
20 października 1933 utworzono gromadę Nowa Wieś w granicach gminy Zagóźdź, składającą się z samej wsi Nowa Wieś.
1 kwietnia 1939 w związku ze zniesieniem gminy Zagóźdź, gromadę Nowa Wieś włączono do gminy Letnisko Falenica w tymże powiecie.
Podczas II wojny światowej w Generalnym Gubernatorstwie, w dystrykcie warszawskim. W 1943 gromada Nowa Wieś (w gminie Falenica) liczyła 179 mieszkańców.
15 maja 1951, w związku ze zniesieniem gminy Falenica Letnisko (i włączeniem jej większej części do Warszawy), gromada Nowa Wieś weszła w skład gminy Józefów, gdzie dołączono do niej mniejszą część włączonej do Warszawy gromady Błota (kolonię Błota).
1 lipca 1952, w związku z likwidacją powiatu warszawskiego, gminę Józefów (z Nową Wsią) przeniesiono do nowo utworzonego powiatu miejsko-uzdrowiskowego Otwock, gdzie została przekształcona w jedną z jego ośmiu jednostek składowych – dzielnicę Józefów.
Dzielnica Józefów przetrwała do końca 1957 roku, czyli do chwili zniesienia powiatu miejsko-uzdrowiskowego Otwock i przekształcenia go w powiat otwocki. 1 stycznia 1958 dzielnicy Józefów nadano status osiedla, przez co Nowa Wieś stała się integralną częścią Józefowa, a w związku z nadaniem Józefowowi praw miejskich 18 lipca 1962 – częścią miasta.